# Cẩm Trung (xã)
Cẩm Trung là một xã thuộc huyện Cẩm Xuyên, tỉnh Hà Tĩnh, Việt Nam.

## Địa lý
Xã Cẩm Trung có diện tích 9,12 km², dân số năm 1999 là 5.131 người, mật độ dân số đạt 563 người/km².
Từ xa xưa trên địa bàn xã này có tuyến kênh Nhà Lê nối từ  kinh đô Hoa Lư đến Đèo Ngang đi qua, là tuyến đường thủy đầu tiên trong lịch sử Việt Nam và được coi là tuyến đường Hồ Chí Minh trên sông vì những đóng góp cho các cuộc chiến tranh của người Việt.

## Lịch sử
Ngày 17 tháng 7 năm 2019, HĐND tỉnh Hà Tĩnh ban hành Nghị quyết số 157/NQ-HĐND về việc:
- Thành lập thôn Trung Thịnh trên cơ sở Thôn 1 và Thôn 2.
- Thành lập thôn Trung Tiến trên cơ sở Thôn 3 và Thôn 4.
- Thành lập thôn Trung Thành trên cơ sở Thôn 5 và Thôn 6.
- Thành lập thôn Nam Thành trên cơ sở Thôn 7 và Thôn 8A.
- Thành lập thôn Quyết Tâm trên cơ sở Thôn 8B và Thôn 9.
- Đổi tên Thôn 10 thành thôn Quyết Thắng.